# Electra (radio)
Electra (ang. Electra Proximity Payload) – radio programowalne wprowadzone przez Jet Propulsion Laboratory do użytku między statkami kosmicznymi. Jest zazwyczaj używane przez lądownik do komunikowania się z orbiterem, który z kolei może komunikować się z Ziemią.
Aby wesprzeć eksplorację Marsa, NASA ustanowiła nowy system przekaźników telekomunikacyjnych i infrastrukturę nawigacji  na orbicie Marsa, wspierając potrzebę większej przepustowości danych naukowych płynących z powierzchni Marsa, zapewniając energooszczędne przekaźniki, zbierające dane telemetryczne podczas zdarzeń krytycznych misji takich jak wejście w atmosferę, opadanie, i lądowanie, zapewniając solidne przechwytywanie telemetrii. Kluczowym elementem tej wizji jest Electra Proximity Payload, urządzenie telekomunikacyjne i nawigacyjne, które działa na każdym nowym orbiterze, począwszy od 2005 Mars Reconnaissance Orbiter (MRO) oraz w późniejszych misjach.
Electra składa się z następujących elementów:
- podwójnie sprzężonej nadawczo odbiorczej aparatury UHF ang. Electra UHF Transceivers (EUTs). EUT jest w pełni rekonfiguracyjna, częstotliwość pracy mieści się  w zakresie 390-450 MHz.
- podwójnie sprzężone ultra stabilne oscylatory (USOS) zapewniają wysoką stabilność częstotliwości odniesienia dla EUT i dla transponderów małego zasięgu sond kosmicznych ang. Small Deep Space Transponder (SDST) jak również jako zapewnienie możliwości dokładnej jednokierunkowej radionawigacji Dopplerowskiej
- dookolnej anteny UHF skierowanej w dół ang. Nadir pointing, low gain UHF antenna, w  kształcie spirali[1]

## Właściwości mechaniczne
Urządzenie posiada cztery logiczne moduły  ułożone w czterech warstwach, co pozwala na łatwy montaż i testy na poziomie modułu. Zwrotnica i filtr odbioru w rodzaju pracy półdupleks mocowane są na szczycie urządzenia, co ułatwia montaż całości. Wymiary urządzenia (bez stóp montażowych i złącz) to 17,2 cm (szerokość) × 21,9 cm (długość) x 14,0 cm (wysokość). Masa urządzenia wynosi 4,9 kg. Masa urządzenia została zminimalizowana poprzez wykorzystanie złoconej obudowy magnezowej z wycięciami zwiększającymi redukcję masy i intensywność chłodzenia.

## Wybrane dane techniczne
| Parametr      | Szczegóły                                             |
| ------------- | ----------------------------------------------------- |
| Moc nadajnika | 7 W dupleks, 5 W półdupleks                           |
| Moc pobierana | 68 W (Nadajnik w full-dupleks) 18,4 W tylko odbiornik |

Do zestawu aparatury nadawczo odbiorczej Electra mogą być dodane dodatkowe funkcje  poprzez zmianę instalacji oprogramowania i może to być wykonane w dowolnym miejscu i czasie, w tym na orbicie Marsa.
Jest to pierwsze programowalne radio, które zostało opracowane dla misji kosmicznych NASA. Radio jest przeznaczone do pracy w szerokim zakresie przepustowości  od 1 kbps  do 4 Mbps.